# Plosorejo (Banjarejo)
Plosorejo is een bestuurslaag in het regentschap Blora van de provincie Midden-Java, Indonesië. Plosorejo telt 1466 inwoners (volkstelling 2010).